# Tomba vuota

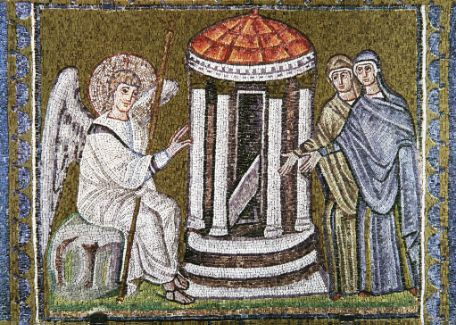
Le donne trovano la tomba vuota e l'angelo (Vangelo secondo Luca); Sant'Apollinare Nuovo, Ravenna, VI secolo.

La «tomba vuota» è un episodio riferito nei vangeli canonici, la scoperta da parte delle donne che erano andate alla tomba di Gesù per imbalsamarne il corpo con olii aromatici che la tomba era aperta e vuota; un messaggero (un giovane uomo, un angelo, due uomini o due angeli, a seconda del vangelo) rivela loro che Gesù è risuscitato.
Tutti e quattro i vangeli canonici riportano l'episodio della tomba vuota, con differenze significative tra le varie versioni, ma in ogni caso l'episodio è la prima attestazione evangelica della risurrezione di Gesù (l'unica, nella versione originale del Vangelo secondo Marco, senza cioè il «finale lungo»), precedente alle apparizioni di Gesù.

## Narrazioni evangeliche
L'episodio della tomba vuota è descritto nel sedicesimo e ultimo capitolo del più antico vangelo canonico, il Vangelo secondo Marco, e ne costituisce l'episodio finale, se non si tiene conto dei finali aggiunti in epoca posteriore. La narrazione marciana riferisce che tre donne – Maria di Magdala, Maria di Giacomo e Salome – si recano all'alba della domenica al sepolcro, dove trovano il masso già rotolato via, entrano nel sepolcro e trovano un giovane che annunzia loro la risurrezione di Gesù, e dice loro di riferire ai discepoli e a Pietro di raggiungerlo in Galilea; le donne, impaurite, non dicono niente a nessuno (Marco 16.1-8):
Nel Vangelo secondo Matteo le donne sono due, Maria di Magdala e «l'altra Maria», si recano al sepolcro all'alba della domenica, assistono a un terremoto e alla discesa di un angelo che rotola via il masso. Alla vista dell'angelo, le guardie rimangono paralizzate per la paura. L'angelo annunzia la risurrezione di Gesù, e dice loro di riferire ai discepoli di raggiungerlo in Galilea; le donne, timorose e gioiose, incontrano Gesù che conferma loro l'appuntamento in Galilea. (Matteo 28.1-10):
Nel Vangelo secondo Luca tre donne – Maria di Màgdala, Giovanna e Maria di Giacomo – all'alba della domenica si recano al sepolcro, dove trovano il masso già rotolato via, entrano nel sepolcro e lo trovano vuoto, poi compaiono due uomini che annunciano loro la risurrezione di Gesù, citandone le parole riguardo alla crocifissione e risurrezione; le donne vanno a riferire l'episodio agli apostoli, che non credono loro; solo Pietro va a controllare la tomba e torna indietro stupito per aver trovato solo le bende (Luca 24.1-12):
9 E, tornate dal sepolcro, annunziarono tutto questo agli Undici e a tutti gli altri. 10 Erano Maria di Màgdala, Giovanna e Maria di Giacomo. Anche le altre che erano insieme lo raccontarono agli apostoli. 11 Quelle parole parvero loro come un vaneggiamento e non credettero ad esse.
12 Pietro tuttavia corse al sepolcro e chinatosi vide solo le bende. E tornò a casa pieno di stupore per l'accaduto.»
Nel Vangelo secondo Giovanni Maria di Magdala si reca al sepolcro prima dell'alba, nota la pietra ribaltata ma non entra, anzi torna a chiamare Pietro e «l'altro discepolo, quello che Gesù amava», e tutti e tre vanno al sepolcro; Pietro e l'altro discepolo entrano, vedono le bende e credono. I discepoli tornano a casa, mentre Maria rimane vicino al sepolcro; poco dopo vede due angeli, poi un uomo, che in realtà è Gesù (Giovanni 20.1-18):
11 Maria invece stava all'esterno vicino al sepolcro e piangeva. Mentre piangeva, si chinò verso il sepolcro 12 e vide due angeli in bianche vesti, seduti l'uno dalla parte del capo e l'altro dei piedi, dove era stato posto il corpo di Gesù. 13 Ed essi le dissero: «Donna, perché piangi?». Rispose loro: «Hanno portato via il mio Signore e non so dove lo hanno posto». 14 Detto questo, si voltò indietro e vide Gesù che stava lì in piedi; ma non sapeva che era Gesù. 15 Le disse Gesù: «Donna, perché piangi? Chi cerchi?». Essa, pensando che fosse il custode del giardino, gli disse: «Signore, se l'hai portato via tu, dimmi dove lo hai posto e io andrò a prenderlo». 16 Gesù le disse: «Maria!». Essa allora, voltatasi verso di lui, gli disse in ebraico: «Rabbunì!», che significa: Maestro! 17 Gesù le disse: «Non mi trattenere, perché non sono ancora salito al Padre; ma va' dai miei fratelli e di' loro: Io salgo al Padre mio e Padre vostro, Dio mio e Dio vostro». 18 Maria di Màgdala andò subito ad annunziare ai discepoli: «Ho visto il Signore» e anche ciò che le aveva detto.»

## Problemi
I racconti evangelici sono concordi nell’affermare che il corpo di Gesù è sparito dal sepolcro, ma divergono su vari dettagli, come: il numero e l’identità delle donne che si recano alla tomba, il momento e lo scopo della visita, le condizioni della tomba (aperta da un angelo davanti alle donne o trovata già aperta), la presenza di uno o di due angeli, il successivo sopralluogo alla tomba da parte dei discepoli. Secondo lo studioso Raymond Brown, queste differenze  sarebbero dovute ad un diverso sviluppo delle tradizioni orali di cui si sono servito gli evangelisti. Brown sottolinea comunque che la scoperta della tomba vuota non prova di per sé la risurrezione, ma è la risurrezione che è divenuta la spiegazione della scomparsa del corpo dalla tomba.
Esistono dubbi sul racconto della presenza delle guardie davanti al sepolcro, che si trova solo nel Vangelo secondo Matteo. Dai vangeli canonici risulta che Gesù ha predetto esplicitamente la sua morte e risurrezione solo in privato ai suoi discepoli, che non hanno capito ciò che voleva dire, mentre in pubblico ha fatto solo un paio di enigmatiche allusioni, in un episodio riportato dai vangeli sinottici (quando i farisei gli hanno richiesto un segno) e in un'altra circostanza riportata dal vangelo di Giovanni (Gv, 2,19-22), per cui è poco probabile che i capi dei sacerdoti e dei farisei possano avere capito il messaggio meglio dei suoi discepoli, che vivevano a stretto contatto con lui e lo hanno sentito in modo esplicito. Inoltre, l'utilizzo di guardie ebraiche con il permesso di Pilato avrebbe comportato la violazione del comandamento del riposo sabbatico, mentre la presenza di guardie romane alla tomba di un uomo crocifisso come un criminale è assai poco plausibile. Helmut Koester ritiene che il racconto di Matteo avrebbe la finalità apologetica di confutare la diceria del furto di cadavere da parte dei discepoli, che circolava a quel tempo fra i giudei. Il biblista Gianfranco Ravasi condivide quest’idea e ritiene che la storicità della presenza delle guardie vada considerata con cautela. Anche William Lane Craig ritiene che ci siano buone ragioni per dubitare dell'esistenza delle guardie alla tomba e che sia meglio considerare questa storia come una questione aperta.
Nel racconto della visita al sepolcro da parte delle donne si possono rilevare alcune incongruenze: come ha ammesso anche il teologo Bruno Forte, sotto il profilo del rituale ebraico appare inverosimile eseguire l'unzione del corpo a tanta distanza dalla morte. Secondo Craig Evans è probabile invece che le donne si siano recate alla tomba per marcare il corpo in modo da renderlo riconoscibile per l’ossilegio (recupero delle ossa), che per la legge ebraica poteva avvenire un anno dopo la sepoltura. Lascia perplessi anche il fatto che le donne, pur sapendo che il sepolcro è chiuso da una grossa pietra, si mettano in cammino da sole e poi si chiedano come avrebbero fatto a smuovere la pietra .
Lo spostamento della pietra che chiudeva il sepolcro viene attribuito da Matteo all’intervento di un angelo, mentre gli altri evangelisti non specificano come sia avvenuto. Alcuni apologeti cristiani osservano che il corpo risorto di Gesù non aveva bisogno di rimuovere la pietra per uscire dal sepolcro, pertanto ipotizzano che il masso sarebbe stato spostato, forse dallo stesso Gesù, soltanto per richiamare l’attenzione sulla tomba vuota. In alternativa, ritengono possibile che siano stati i giudei ad aprire la tomba per ispezionarla, trovandola vuota a causa della risurrezione.
Essendo attestato da tutti e quattro i vangeli canonici, il ritrovamento della tomba vuota è ritenuto storicamente probabile o almeno possibile, mentre il modo in cui fu ritrovata vuota e la causa per cui lo era non si possono accertare storicamente. Diversi esegeti ritengono probabile l'esistenza di un racconto premarciano su alcune donne del seguito di Gesù che, recatesi al sepolcro, lo trovano vuoto e fuggono via sorprese e sconvolte; l'annuncio della risurrezione da parte dell'angelo e l'invito ad avvertire i discepoli sarebbero frutto di elaborazioni successive. La tomba vuota in sé è comunque un fenomeno aperto a diverse interpretazioni, che per gli autori cristiani diventa una conseguenza della risurrezione se si collega alle testimonianze sulle apparizioni di Gesù risorto.
Gli scettici pensano invece che la tomba sia stata trovata vuota perché qualcuno l’aveva aperta, portando via il corpo di Gesù (ipotesi del furto di cadavere). Oltre alla possibilità di un furto del cadavere da parte dei discepoli, proposta per la prima volta da Hermann Samuel Reimarus, sono state avanzate altre ipotesi. Bart Ehrman ritiene che il corpo sia stato portato via da alcuni familiari di Gesù, i quali si sarebbero risentiti perché era stato sepolto da estranei alla famiglia. Una variante di questa ipotesi afferma che il corpo non sia stato rubato, ma spostato da una persona autorizzata (ipotesi dello spostamento del corpo). Secondo Robert Price, il corpo sarebbe stato spostato da Giuseppe di Arimatea, che dopo averlo tumulato provvisoriamente in un sepolcro vicino al luogo della crocifissione a causa dell'imminente inizio del sabato, lo avrebbe portato nel luogo di sepoltura definitiva appena concluso il giorno di festa. Se Giuseppe, a differenza di quanto riportato da Matteo e Giovanni, non fosse stato un discepolo di Gesù ma solo un consigliere del Sinedrio come riportato invece da Marco, non avrebbe avuto motivo di informare i seguaci di Gesù dello spostamento del corpo. L'obiezione secondo cui lo spostamento del corpo all'insaputa dei discepoli avrebbe favorito la propaganda della risurrezione è contraddetta dal comportamento degli stessi discepoli che, come sottolineano quasi tutti gli esegeti, hanno creduto alla risurrezione di Gesù solo in seguito alle sue apparizioni e nella loro predicazione non si sono appellati al sepolcro vuoto. Concorda con l'ipotesi dello spostamento del corpo anche Jeffery Jay Lowder, secondo cui è possibile che Giuseppe di Arimatea avesse lasciato Gerusalemme o fosse già morto quando la storia della tomba vuota ha cominciato a circolare; ciò potrebbe rispondere alla domanda per cui il consigliere del Sinedrio non sia intervenuto pubblicamente per spiegare la scomparsa del corpo di Gesù con il suo spostamento altrove. Lowder riconosce tuttavia che non vi sono evidenze certe a favore di quest'ipotesi ed ammette che le ipotesi del furto e dello spostamento del cadavere, pur potendo spiegare la tomba vuota, non escludono di per sé la risurrezione, che sarebbe potuta avvenire da qualsiasi luogo in cui Gesù fosse stato sepolto o trasferito e persino dalla croce, nel caso in cui non fosse stato sepolto. Un altro studioso, Charles Freeman, sostiene che il corpo sia stato portato via per ordine di Caifa allo scopo di evitare pellegrinaggi da parte dei seguaci e quindi possibili disordini. Il giovane vestito di bianco visto dalle donne non sarebbe stato un angelo ma un incaricato dei sacerdoti, che aveva il compito di riferire loro un messaggio che convincesse gli Apostoli a ritornare in Galilea. Secondo Richard Carrier, il ritrovamento delle bende e del lenzuolo nel sepolcro, citato contro l'ipotesi del furto o del trasferimento del corpo (i ladri non lo avrebbero sbendato per portarlo via), non sarebbe un fatto storico citato nella prima stesura dei Vangeli ma un abbellimento inserito successivamente, dato che i cronisti dell'epoca usavano raccontare i fatti senza indulgere troppo sui particolari.
Secondo altri, il corpo di Gesù potrebbe essere scomparso dalla tomba per cause naturali. L'ipotesi di una morte apparente di Gesù, avanzata alla fine del Settecento e nella prima metà dell'Ottocento da alcuni studiosi (Karl Friedrich Bahrdt,  Karl Heinrich Venturini e Heinrich Paulus), gode oggi di scarso credito, essendo considerata dalla maggior parte degli studiosi moderni priva di supporti storici e scientifici. Secondo un'altra ipotesi, in seguito al terremoto citato da Matteo (Matteo, 27,51-53), si sarebbe aperto un crepaccio nel suolo della tomba, dove sarebbe finito il corpo. Il crepaccio si sarebbe poi chiuso a causa delle scosse di assestamento, nascondendo il corpo in occasione della successiva visita delle donne. Il terremoto avrebbe smosso anche la pietra che chiudeva il sepolcro. Quest’ipotesi (detta ipotesi della perdita del corpo) è stata proposta nel Settecento dal tedesco Johann Christian Edelmann e rilanciata in seguito da altri, tra cui Rudolf Steiner. Il teologo cattolico John Michael Perry ha invece ipotizzato che la risurrezione di Gesù sarebbe stata invece di natura spirituale; la tomba sarebbe apparsa vuota perché il corpo fisico di Gesù, attraverso una modalità sconosciuta, dopo la sepoltura si sarebbe rapidamente decomposto fino a disgregarsi completamente. Secondo Perry, questa ipotesi (detta ipotesi della disgregazione rapida del corpo) non comporterebbe una violazione delle leggi naturali, come nel caso di una risurrezione fisica, ma il biblista Dale Allison ritiene la teoria poco sensata, affermando che se Dio avesse voluto fare trovare vuoto il sepolcro senza violare le leggi naturali avrebbe potuto usare metodi più semplici.
Altri studiosi ipotizzano invece che la tomba vuota scoperta dalle donne non era quella in cui era stato sepolto Gesù, ma ci fu un errore d'identificazione del sepolcro.
Altri autori ritengono che il racconto della tomba vuota non sarebbe storico, ma leggendario. Per lo storico e teologo cristiano Rudolf Bultmann il sepolcro vuoto sarebbe una creazione apologetica degli evangelisti, funzionale a provare la risurrezione. Secondo lo studioso britannico Maurice Casey, all'origine della tradizione riportata dagli evangelisti ci potrebbe essere stata la visione di una delle donne del seguito di Gesù, che successivamente sarebbe stata tramandata come un fatto realmente accaduto. Secondo Richard Carrier, la mancanza di riferimenti alla tomba vuota nelle Lettere di Paolo potrebbe significare che i primi cristiani non si ponevano il problema della tomba vuota perché pensavano che Gesù avesse ricevuto con la risurrezione un nuovo corpo spiritualizzato; le storie sulla scomparsa del suo corpo dalla tomba si sarebbero sviluppate successivamente.

## Analisi teologica
Si ritiene che per i racconti sul sepolcro vuoto gli evangelisti abbiano attinto a tradizioni precedenti, che ciascuno di essi avrebbe amplificato ed elaborato secondo le sue prospettive teologiche e spirituali. I racconti sulle apparizioni di Gesù non fanno alcun riferimento alla tomba vuota, che in seguito non rivestirà un ruolo rilevante nell'apologetica e nella catechesi cristiana riguardanti l'annuncio della risurrezione.
Joseph Ratzinger sottolinea tuttavia che la risurrezione non sarebbe conciliabile con la permanenza del corpo nel sepolcro: per la mentalità antica, la corruzione del corpo era vista come la fase in cui la morte diventava definitiva, perciò era fondamentale, per la Chiesa antica, che il corpo di Gesù non avesse subito la corruzione. Oggi alcuni teologi ritengono compatibile la risurrezione con la corruzione del corpo nel sepolcro, ma ciò non è in linea con il pensiero biblico.
La maggioranza degli studiosi è concorde nell’affermare che la tomba vuota non è di per sé una prova della risurrezione di Gesù. Per Vito Mancuso il dibattito sulla tomba vuota è addirittura irrilevante, dato che i credenti la interpretano come conseguenza della risurrezione, mentre chi non crede nella risurrezione corporea di Gesù dà altre interpretazioni, come il furto del cadavere. 
Il biblista Gérard Rossé ha rilevato che all'affermazione secondo cui gli evangelisti non possono avere inventato la scoperta della tomba vuota da parte delle donne perché la società ebraica non ammetteva la loro testimonianza, si potrebbe ribattere che sotto il profilo narrativo la presenza delle donne era necessaria, dal momento che i discepoli maschi erano fuggiti o si erano nascosti. 
Alcuni ritengono che senza la tomba vuota non sarebbe stato possibile l’annuncio a Gerusalemme, da parte dei discepoli, della risurrezione di Gesù poiché chiunque poteva recarsi alla tomba per vedere se vi fosse ancora il cadavere, ma secondo Rossé si tratterebbe di un argomento debole: non risulta che la credenza che circolava in Palestina ai tempi di Gesù sulla risurrezione di Giovanni il Battista (vedi Marco 6, 14) abbia spinto qualcuno a controllare se il suo cadavere era scomparso. In ogni caso, si sarebbe potuta spiegare la scomparsa con un furto. Rossé ha affermato che per coloro che non sanno che Gesù è risorto, il sepolcro vuoto non suscita fede ma dubbi, mentre coloro che lo sanno non hanno bisogno di andare a controllare che il sepolcro sia veramente vuoto. Per Rossé, il sepolcro vuoto fa da sfondo all’affermazione che Gesù è risorto. La risurrezione di Gesù è dovuta ad un intervento vivificante di Dio Padre. Se ci si concentra sulla scomparsa del cadavere dal sepolcro, non solo si trascura il significato teologico dell’evento, ma lo si riduce alla sola condizione corporea e antropologica. La visita delle donne al sepolcro, la constatazione del sepolcro aperto e la scomparsa del cadavere non costituiscono l’elemento centrale del contenuto dei Vangeli, ma la cornice narrativa all’annuncio della risurrezione da parte dell’angelo, che nel racconto simboleggia la fede cristiana.
Per Hans Küng, il racconto del sepolcro vuoto vuole indicare che il Risorto che apparirà ai discepoli è proprio quel Gesù di Nazareth che giaceva nel sepolcro. La fede nel Risorto non è fondata sul sepolcro vuoto, che non condiziona l’evento pasquale, ma semmai lo illumina. Annunciando alle donne la risurrezione di Gesù, l’angelo non invita a controllare se il corpo di Gesù è ancora nel sepolcro oppure no, ma chiama all’incontro con il Cristo vivente. Küng ricorda anche che nell'annuncio della risurrezione di Gesù i discepoli non si sono mai appellati al sepolcro vuoto e neanche Paolo accenna alla cosa nei suoi scritti; tuttavia non risulta neanche che i giudei abbiano negato questa storia.
Per il teologo Roger Haight, la storia come disciplina d’indagine non può stabilire con certezza  se vi sia stato o meno il ritrovamento della tomba vuota e quali ne siano state le eventuali cause. A seconda delle proprie convinzioni, si possono escogitare molteplici soluzioni per spiegare la rimozione del corpo di Gesù dalla tomba, ma si tratterebbe essenzialmente di un gioco di fantasia. Al di là della questione della sua storicità, la vicenda del sepolcro vuoto ha lo scopo di comunicare verità di fede. La tomba simboleggia l’area della morte, pertanto l’immagine della tomba aperta e l’assenza del corpo significano che Gesù ha vinto la morte. L’annuncio della risurrezione da parte di un angelo significa invece che ciò è una rivelazione da parte di Dio e non una verità che è stata dedotta dai discepoli.
Il biblista Alberto Maggi, riferendosi al Vangelo secondo Matteo, sottolinea che il terremoto e l'apparizione dell'angelo sono segni di una manifestazione divina, che indica che Gesù ha definitivamente sconfitto la morte. Le guardie, usate per catturare Gesù e per custodire la sua salma, rappresentano coloro che sono al servizio della morte e non possono impedire la manifestazione del Dio della vita, che per loro diventa un'esperienza terrificante. Le donne recatesi al sepolcro sviluppano invece la fede nella risurrezione; ciò però non avviene per la scomparsa di Gesù dalla tomba (constatata anche dalle guardie) ma grazie all'incontro con Gesù risorto, vivo e vivificante, che viene loro incontro.
La descrizione del ritrovamento delle bende e del sudario riportata dal vangelo secondo Giovanni, al di là della finalità apologetica di confutare l'ipotesi di un furto del corpo dalla tomba, ha anch'essa un significato teologico. Mentre Lazzaro esce dalla tomba avvolto dalle bende e dal sudario, nel caso di Gesù i panni restano nel sepolcro, a simboleggiare che nel suo caso la morte è stata sconfitta definitivamente e non ha più alcun potere su di lui. Il sudario, simbolo di morte, che non è più con gli altri panni di lino ma si trova in un luogo a parte, significa che Gesù è altrove, risorto e con il Padre, mentre il resto dell'umanità si trova ancora nella storia; la piegatura del sudario richiama un'usanza ebraica e significa che in futuro Gesù ritornerà.
Alcuni particolari del racconto della visita al sepolcro da parte delle donne, che appaiono come incongruenze, possono essere letti in chiave teologica. La preparazione degli oli per l'unzione della salma da parte delle donne simboleggia la cura e l'amore che esse avevano per il Maestro, ma anche la loro lontananza dall'idea della risurrezione; esse volevano continuare ad occuparsi di Gesù come avevano fatto quando era vivo, perciò rivolgono la loro attenzione al suo cadavere. 
Papa Francesco ha rilevato che, a differenza dei discepoli, le donne non si fanno vincere dallo sconforto e dalla paura, ma decidono di agire facendo ciò che possono. Al mattino si mettono in cammino senza sapere se potranno assolvere al loro compito a causa del masso che chiude il sepolcro, ma non si fanno vincere dal dubbio; giunte a destinazione, constatano che l'ostacolo è stato rimosso. La storia è una metafora del cammino cristiano, che invita a procedere verso l'incontro con Gesù risorto senza farsi scoraggiare dagli ostacoli posti sulla propria strada.